# 19130 Tytgat
19130 Tytgat è un asteroide della fascia principale. Scoperto nel 1988, presenta un'orbita caratterizzata da un semiasse maggiore pari a 2,7305446 UA e da un'eccentricità di 0,1473730, inclinata di 15,23816° rispetto all'eclittica.